# Grotte de Pedra Pintada
La grotte de Pedra Pintada est un site préhistorique situé en Amazonie, dans le Nord du Brésil. Elle est fréquentée à la fin du Pléistocène supérieur, autour de 11 200 ans av. J.-C.,.
Sa découverte a conduit à remettre en question les théories antérieures sur l'époque estimée d'implantation humaine en Amazonie. Selon Anna C. Roosevelt, archéologue américaine et chercheuse travaillant sur la grotte depuis 1990, les études montrent que des Paléoaméricains étaient présents dans cette région avant l'Holocène. Ils avaient une culture distincte de celles des groupes humains peuplant à la même époque les Grandes Plaines d'Amérique du Nord. Jusqu'alors, les chercheurs pensaient que le peuplement de l'Amazonie était plus tardif que celui de la cordillère des Andes, et qu'il avait été le fait de migrants venus de la région des hauts plateaux.

## Localisation
La grotte de Pedra Pintada est située près de la ville de Monte Alegre, dans le bassin du fleuve Amazone, dans l'État du Pará, dans le Nord du Brésil. Elle constitue la principale attraction touristique du parc régional de Monte Alegre, créé en 2001.

## Historique
D'importantes fouilles ont été conduites dans la grotte de 1990 à 1992 par Anna C. Roosevelt. Les fouilles ont été prises en charge par le musée Field et l'université de l'Illinois à Chicago.

## Datation
Les niveaux inférieurs de la grotte ont été datés au carbone 14 et par la thermoluminescence de 11 200 à 10 000 ans av. J.-C. Ces datations ont remis en cause les théories sur l'occupation humaine du bassin de l'Amazone. Anna Roosevelt estime que la grotte de Pedra Pintada appuie l'idée d'un peuplement précoce de l'Amazonie. En arrivant d'Amérique du Nord, l'homme n'aurait pas peuplé seulement la cordillère des Andes en Amérique du Sud, comme le croyaient jusqu'alors beaucoup d'archéologues.

## Vestiges
Les couches inférieures de la grotte ont livré des restes carbonisés de flore, des fossiles de faune et des outils de pierre, notamment des pointes de lance. Les chasseurs-cueilleurs de l'époque vivaient dans un environnement tropical humide. Ces Paléoaméricains ont utilisé la grotte sur une période de plus de 1 200 ans, laissant des restes de fruits et de graines, dont des noix du Brésil, ainsi que de poissons, d'oiseaux, de reptiles, de mollusques et d'amphibiens.
Près de 30 000 outils de pierre taillée ont été trouvés dans la grotte.

## Peintures
Des morceaux de pigment brut et des gouttes de peinture tombées des peintures rupestres ont été datés. Les peintures figurent parmi les plus anciennes connues en Amérique. Elles représentent notamment une femme accouchant, des dessins géométriques, et des mains faites au pochoir dans les tons bruns, rouges et jaunes.